# Június 26.
Június 26. az év 177. (szökőévben 178.) napja a Gergely-naptár szerint. Az évből még 188 nap van hátra.
Névnapok: János, Pál + Adeodát, Ádin, Adon, Adonisz, Adony, Dakó, Deodát, Dókus, Dózsa, Kirill, Morgan, Morgána, Pável, Pelágiusz, Pénelopé, Pósa, Upor

## Események
- 1522 – A rhodoszi hadjárat: I. Szulejmán a johanniták kiűzésére vonul a görög szigetre.
- 1794 – A fleurusi csatát elvesztik az osztrákok és emiatt Osztrák-Németalföld a franciákhoz kerül.
- 1809 – A győri csatavesztés (június 14.) nyomán Napóleon csapatai elfoglalják Pozsonyt.
- 1836 – Megkezdődik a Great Western transzatlanti óceánjáró építése
- 1917 – Megérkeznek Európába az első amerikai katonák, végleg eldöntve az első világháború kimenetelét.
- 1940 – A Szovjetunió visszatér a forradalmi naptárról a Gergely-naptár használatára.
- 1941 – Kassa bombázása és a Kőrösmezőről Rahóra tartó vonat szovjet meggéppuskázása – az egyik oka Magyarország belépésének a második világháborúba (Bárdossy: Magyarország és a Szovjetunió között beállt a hadiállapot).
- 1944 – Horváth Aladár ungvári alpolgármester rendeletben kötelez minden egyetemi és főiskolai hallgatót, aki Ungváron tartózkodik arra, hogy köteles „honvédelmi munkára” jelentkezni.
- 1945 – San Franciscóban elfogadják az ENSZ alapokmányát. A szervezet október 24-én kezdi meg működését formálisan is.
- 1960 – Madagaszkár kikiáltja függetlenségét, Malgas Köztársaság néven.
- 1974 – A NATO tagországok kormányfői találkoznak Brüsszelben, ahol aláírják az Atlanti Kapcsolatokról szóló nyilatkozatot.
- 1974 – A vonalkód első kereskedelmi felhasználása az Amerikai Egyesült Államokban.
- 1977 – Elvis Presley utolsó koncertje Indianapolisban, a Market Square Arenaban
- 1991 – A Magyar Országgyűlés elfogadja a kárpótlási törvényt.
- 2007 – Szekeres Imre honvédelmi miniszter Moszkvában bejelenti, hogy Magyarország 2009-ben végleg kivonja hadrendjéből a MiG–29 típusú vadászrepülőgépeket.

## Születések
- 1612 – IV. Murád, az Oszmán Birodalom 18. szultánja († 1640)
- 1730 – Charles Messier francia csillagász († 1817)
- 1820 – Berzenczey László magyar politikus, utazó († 1884)
- 1824 – William Thomson (ismert nevén: Lord Kelvin) skót matematikus, fizikus († 1907)
- 1835 – Herman Ottó magyar természettudós († 1914)
- 1869 – Martin Andersen Nexø dán író, aki elsőként írt a munkásosztályról († 1954)
- 1892 – Pearl S. Buck amerikai író († 1973)
- 1898 – Willy Messerschmitt német mérnök, kiváló repülőgép-konstruktőr és -gyártó († 1978)
- 1899 – Marija Nyikolajevna Romanova orosz nagyhercegnő (1899–1918) († 1918)
- 1904 – Peter Lorre magyar származású amerikai filmszínész († 1964)
- 1908 – Salvador Allende chilei marxista elnök († 1973)
- 1917 – Pavel Alekszandrovics Szolovjov szovjet repülőmérnök (†  1996)
- 1925 – Németh Marika magyar színésznő († 1996)
- 1926 – Varga János magyar agrármérnök, egyetemi tanár († 1996)
- 1927 – Liska Dénes magyar író, dramaturg, televíziós szerkesztő († 2012)
- 1928 – Gálfy László Jászai Mari-díjas magyar színész, színházigazgató († 2003)
- 1929 – Rodney Nuckey brit autóversenyző († 2000)
- 1933 – Herczeg Zsolt magyar színész, a Szegedi Nemzeti Színház örökös tagja († 2003)
- 1935 – Carlo Facetti olasz autóversenyző
- 1937 – Robert Coleman Richardson Nobel-díjas amerikai kísérleti fizikus († 2013)
- 1938 – Berta Erzsi magyar színésznő († 1976)
- 1938 – Fekete Klári magyar manöken, modell, fotómodell, író, újságíró, producer
- 1947 – Virág Kiss Ferenc magyar színész († 2013)
- 1949 – Babos Gyula Liszt Ferenc-díjas magyar gitáros († 2018)
- 1950 – Lehoczki István Pulitzer-díjas magyar karikaturista, grafikus († 2007)
- 1954 – Bokros Lajos magyar közgazdász, egyetemi tanár, politikus
- 1955 – Draskovics Tibor magyar jogász, politikus
- 1955 – Philippe Streiff francia autóversenyző († 2022)
- 1956 – Chris Isaak amerikai rockzenész, színész
- 1963 – Epres Attila Jászai Mari-díjas magyar színész
- 1963 – Horváth László Attila Jászai Mari-díjas magyar színész
- 1964 – Illyés Barna magyar színész
- 1970 – Chris O’Donnell amerikai színész
- 1971 – Max Biaggi olasz motorversenyző
- 1974 – Ablonczy Balázs magyar történész
- 1976 – Paweł Małaszyński lengyel színész
- 1979 – Ryo Fukuda japán autóversenyző
- 1980 – Michael Vick amerikaifutball-játékos a National Football League-ben
- 1981 – Zeus Issariotis görög műkorcsolyázó
- 1986 – Takács Nikolas énekes
- 1991 – Christoph Beranek, osztrák labdarúgó
- 1993 – Ariana Grande, amerikai énekesnő és színésznő
- 1997 – Jacob Elordi, ausztrál színész

## Halálozások
- 363 – Iulianus római császár (* 331 vagy 332)
- 1541 – Francisco Pizarro  Peru véreskezű meghódítója, az általa kivégeztetett társa fia és annak hívei meggyilkolták (* 1476 körül)
- 1762 – Luise Adelgunde Victorie Gottsched német írónő (* 1713)
- 1811 – Juan Aldama mexikói függetlenségi harcos (* 1774)
- 1811 – Ignacio Allende mexikói függetlenségi harcos (* 1769)
- 1811 – José Mariano Jiménez mexikói függetlenségi harcos (* 1781)
- 1827 – Samuel Crompton angol kisbirtokos, a szakaszos fonógép, a fonó öszvér feltalálója (* 1753)
- 1836 – Rouget de Lisle francia műszaki tiszt, a Marseillaise szerzője (* 1760)
- 1856 – Max Stirner német államellenes filozófus (* 1806)
- 1918 – Peter Rosegger osztrák író (* 1843)
- 1934 – Széchényi Dénes diplomata (* 1866)
- 1943 – Karl Landsteiner osztrák biológus és orvos (* 1868)
- 1945 – Emil Hácha cseh ügyvéd, Csehszlovákia és a Cseh–Morva Protektorátus elnöke (* 1872)
- 1967 – Françoise Dorléac francia színésznő, Catherine Deneuve nővére, autóbalesetben (* 1942)
- 1970 – Bóna Kovács Károly, szobrász, festő, művésztanár (* 1897)
- 1971 – Széchenyi Károly földbirtokos, üzletember (* 1906)
- 1982 – André Tchaikowsky lengyel zeneszerző és zongoraművész (* 1935)
- 1986 – Szepes Béla magyar síelő, gerelyhajító olimpikon, karikaturista (* 1903)
- 1996 – Veronica Guerin, ír újságíró (* 1959)
- 1997 – Israel Kamakawiwoʻole amerikai (hawaii) zenész, énekes (* 1959)
- 2003 – Marc-Vivien Foé kameruni labdarúgó (* 1975)
- 2007 – Domokos Géza erdélyi magyar író, politikus, műfordító (* 1928)
- 2010 – Kovács József, operaénekes (* 1946)
- 2019 – Max Wright, amerikai színész (* 1943)

## Nemzeti ünnepek, emléknapok, világnapok
- 1960 óta a függetlenség napja Madagaszkáron
- 1987 óta kábítószer-ellenes világnap
- 1998 óta A kínzás áldozatai támogatásának világnapja[1]